# Кивач (разъезд, населённый пункт)
Кивач — упразднённый разъезд в Кузоватовском районе Ульяновской области России. На момент упразднения входил в состав Томыловского сельского поселения.

## География
Разъезд находился у ныне не существующего одноимённого остановочного пункта на линии Инза-Ново-Образцовое Куйбышевской железной дороги, в 3,5 км к юго-востоку от села Томылово и в 19 км к юго-востоку от районного центра.

## История
Остановочный пункт Кивач возник в 1898 году.
Исключена из учётных данных в 2002 году постановлением заксобрания Ульяновской области от 10.12.2002 г. № 066-ЗО

## Население
С 1996 года на разъезде отсутствовало постоянное население.